# Känozoikum
| ❮ | Ärathem             | System   | Serie      | Alter (mya)   |
| - | ------------------- | -------- | ---------- | ------------- |
| ❮ | K ä n o z o i k u m | Quartär  | Holozän    | 0 ⬍ 0,012     |
| ❮ | K ä n o z o i k u m | Quartär  | Pleistozän | 0,012 ⬍ 2,588 |
| ❮ | K ä n o z o i k u m | Neogen   | Pliozän    | 2,588 ⬍ 5,333 |
| ❮ | K ä n o z o i k u m | Neogen   | Miozän     | 5,333 ⬍ 23,03 |
| ❮ | K ä n o z o i k u m | Paläogen | Oligozän   | 23,03 ⬍ 33,9  |
| ❮ | K ä n o z o i k u m | Paläogen | Eozän      | 33,9 ⬍ 56     |
| ❮ | K ä n o z o i k u m | Paläogen | Paläozän   | 56 ⬍ 66       |
|   | früher              | früher   | früher     | älter         |

Das Känozoikum (von altgriechisch καινός kainos „neu, ungewöhnlich“ und ζῷον zoon „Tier“), auch als Erdneuzeit bezeichnet, ist das Erdzeitalter, welches innerhalb des Äons Phanerozoikum auf das Mesozoikum (Erdmittelalter) folgt und das bis heute andauert. Ein veralteter Name für Känozoikum ist Neozoikum. Der Beginn des Känozoikums wird vor etwa 66 Millionen Jahren angesetzt, nach dem Massenaussterben am Ende der Kreidezeit, bei dem unter anderem alle (Nicht-Vogel‑)Dinosaurier ausstarben (Kreide-Paläogen-Grenze).
Das Känozoikum umfasst die geologische Entwicklung des heutigen Europa und der anderen Kontinente mit der Auffaltung der Alpen und des Himalayagebirges (alpidische Orogenese) bis zu ihrer heutigen Form und die Radiation und Entwicklung der heutigen Pflanzen- und Tierwelt, insbesondere der Säugetiere (Mammalia). Während das Klima vor allem im Eozän noch sehr warm war, begann vor rund 2,6 Millionen Jahren das jüngste Eiszeitalter mit der Vereisung der Arktis. Die Inlandvereisung der südpolaren Regionen setzte bereits vor 34 Millionen Jahren ein und markiert den Beginn des Känozoischen Eiszeitalters.

## Geschichte und Namensgebung
Das jüngste der Erdzeitalter wurde von John Phillips 1841 in seiner englischen Form als Cainozoic bzw. Kainozoic definiert. Er teilte das Zeitalter in drei Abschnitte, die Eocene Tertiaries, die Meiocene Tertiaries sowie die Pleiocene Tertiaries (von unten nach oben), was der historischen Dreiteilung des Tertiärs nach Charles Lyell entsprach. Neben dieser stratigraphischen Klassifikation schloss Phillips auch ausdrücklich die rezente Lebenswelt in seine Definition des Känozoikums mit ein, eine Auffassung, die bis heute gültig ist.

## Gliederung des Känozoikums

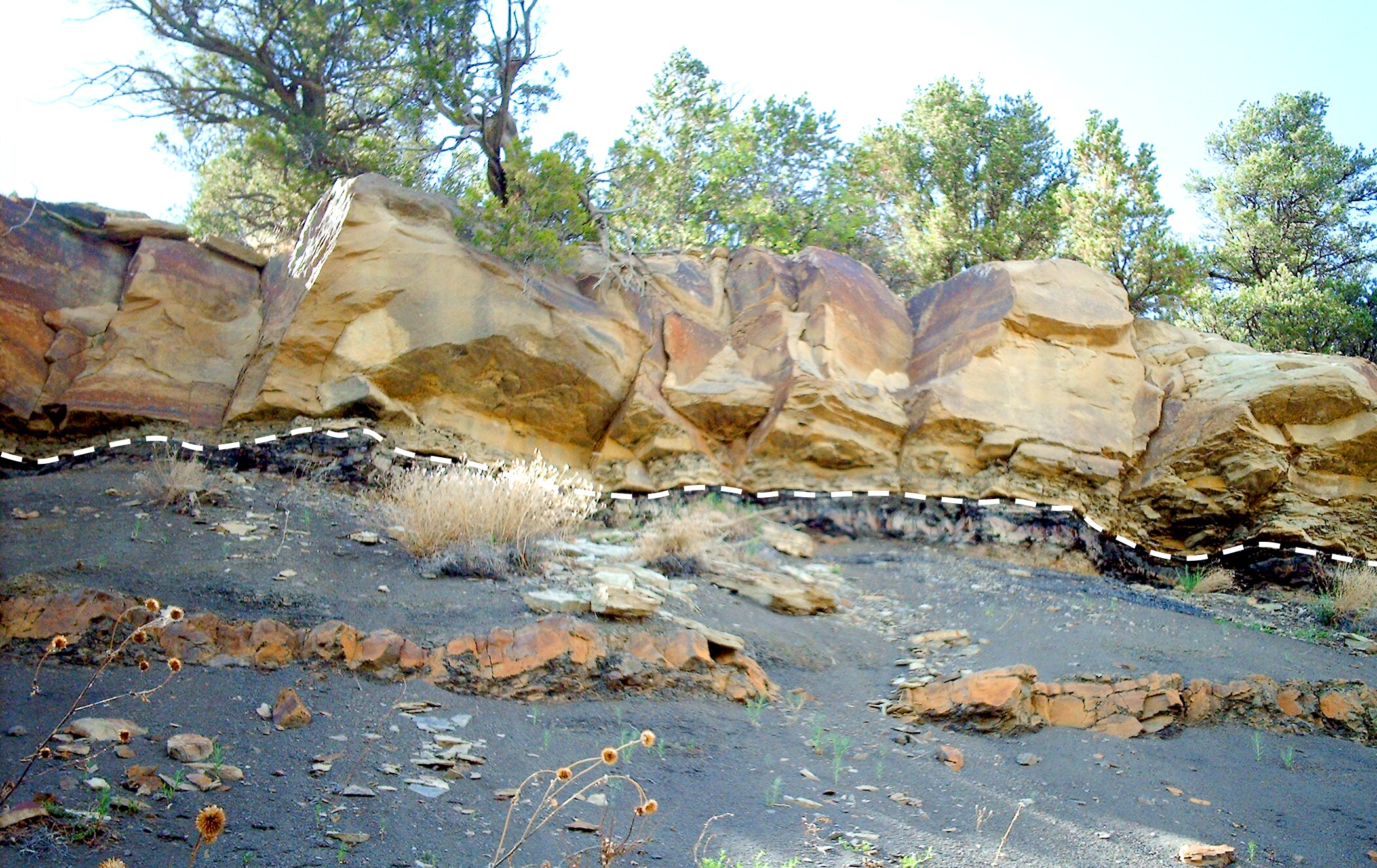
Kreide-Paläogen-Grenze (gestrichelte Linie) im Trinidad Lake State Park, US-Bundesstaat Colorado

Stellung des Känozoikums im Phanerozoikum:
- Äon: Phanerozoikum (541–0 mya)
  - Ära: Känozoikum (Erdneuzeit) (66–0 mya)
    - System: Quartär (2,588–0 mya)
    - System: Neogen (23,03–2,588 mya)
    - System: Paläogen (66–23,03 mya)

  - Ära: Mesozoikum (Erdmittelalter) (251,9–66 mya)
  - Ära: Paläozoikum (Erdaltertum) (541–251,9 mya)

Das Känozoikum wurde früher in zwei Systeme unterteilt: In das Tertiär (mit den Serien Paläozän, Eozän, Oligozän, Miozän und Pliozän) und in das Quartär (Pleistozän und Holozän). Seit 2004 gilt eine Einteilung in drei Systeme: das Paläogen (mit Paläozän, Eozän und Oligozän) ist der älteste Zeitabschnitt, darauf folgt das Neogen (mit Miozän, Pliozän). Die Serien-Einteilung des jüngsten Systems des Känozoikums, des Quartärs, blieb unverändert, jedoch wird seit Juni 2009 das Gelasium in das Pleistozän als dessen unterste Stufe gestellt.

### „Tertiär“

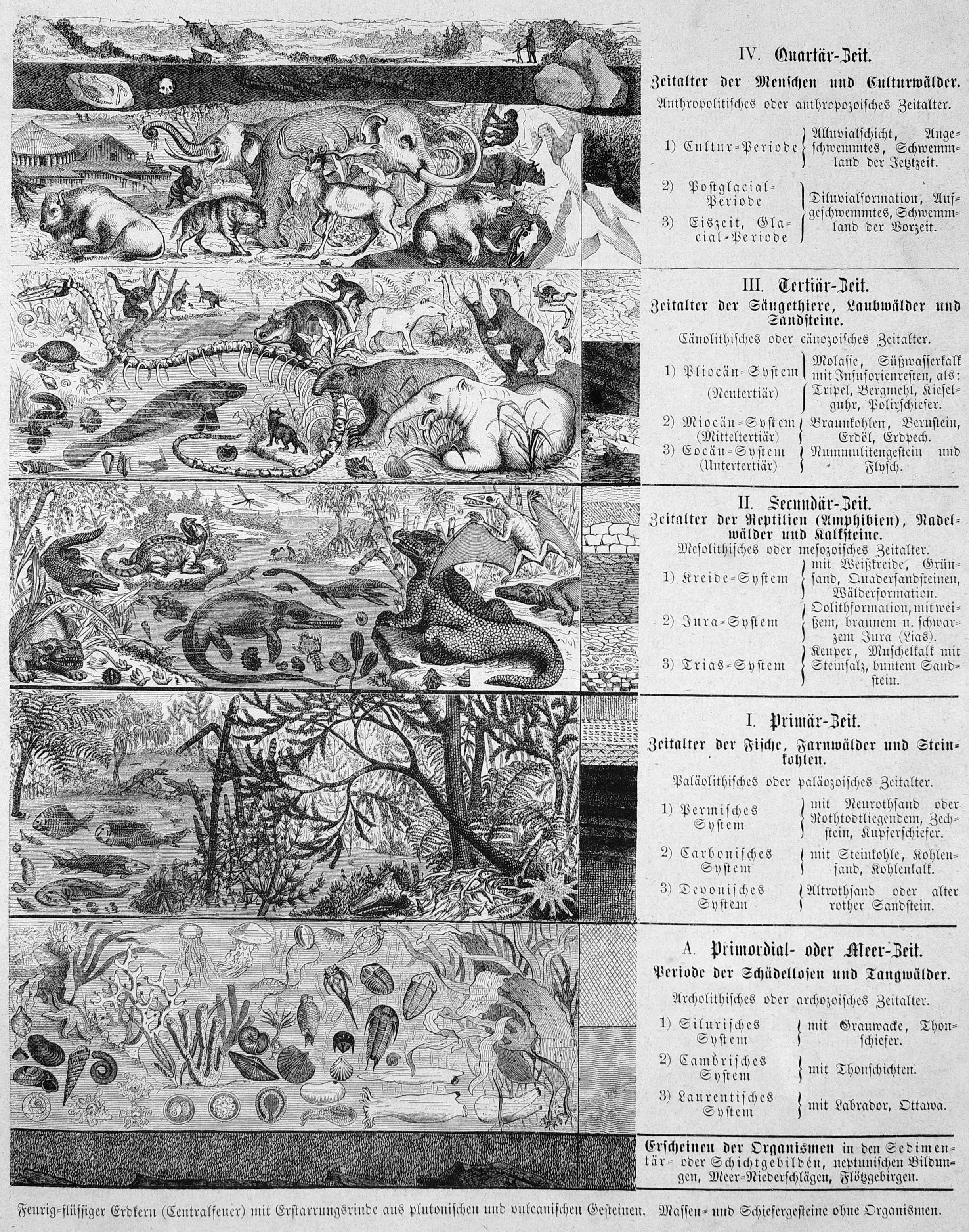
Veraltete Darstellung der Erdneuzeit aus einer Ausgabe der Zeitschrift „Die Gartenlaube“ von 1872

Schon im Jahre 1759 fielen dem italienischen Geologen Giovanni Arduino die wenig verfestigten Gesteinsformationen auf, die er als montes tertiarii (dritte Berge) den aus Kalk bestehenden montes secundarii (zweite Berge) und den aus Granit, Basalt oder Schiefer zusammengesetzten montes primitivi (ursprüngliche Berge) gegenüberstellte. Aus diesen Bezeichnungen ergibt sich bereits eine Reihung in der Entstehung und im Alter. Die Gebirge, die im „Tertiär“ entstanden, sind alpidisch. Die Bezeichnung „Tertiär“ wird jedoch seit 2004 in der Geologischen Zeitskala nicht mehr verwendet. Ebenso wurde der Begriff „Quartär“ aus der Geologischen Zeitskala gestrichen, jedoch nach heftigen Diskussionen durch die International Commission on Stratigraphy (ICS) im Jahr 2008 wieder eingeführt.

## Geographie, Umwelt und klimatische Entwicklung
Am Beginn des Känozoikums existierte mit den verbundenen Landflächen von Australien, Antarktika und Südamerika noch ein relativ umfangreicher Rest des früheren Großkontinents Gondwana. Dessen endgültiger Zerfall setzte vor rund 45 Millionen Jahren ein, als sich Australien von Antarktika löste und Südamerika wenig später diesem Trend folgte. Durch die Öffnung der Tasmanischen Passage und der Drakestraße etablierte sich in der südlichen Hemisphäre ein System von Meeresströmungen, das der gegenwärtigen thermohalinen Zirkulation bereits stark ähnelte.
In der nördlichen Erdhälfte entstand in Zusammenhang mit der Bildung und Ausdehnung des Nordatlantiks die Nordatlantische Magmatische Großprovinz (englisch North Atlantic Igneous Province, abgekürzt NAIP). Die magmatischen beziehungsweise vulkanischen Prozesse begannen bereits im unteren Paläozän (etwa 64 bis 63 mya), reichten in stark abgeschwächter Form bis in das frühe Miozän und wiesen dazwischen mehrere erhöhte Aktivitätszyklen auf, wobei abwechselnd intrusive und effusive Phasen entlang der divergierenden Plattenränder auftraten. Die dabei aus dem Erdmantel aufsteigenden Flutbasalte besaßen eine Ausdehnung von ungefähr 1,3 bis 1,5 Millionen km² und bedeckten Teile von Grönland, Island, Norwegen, Irland und Schottland.

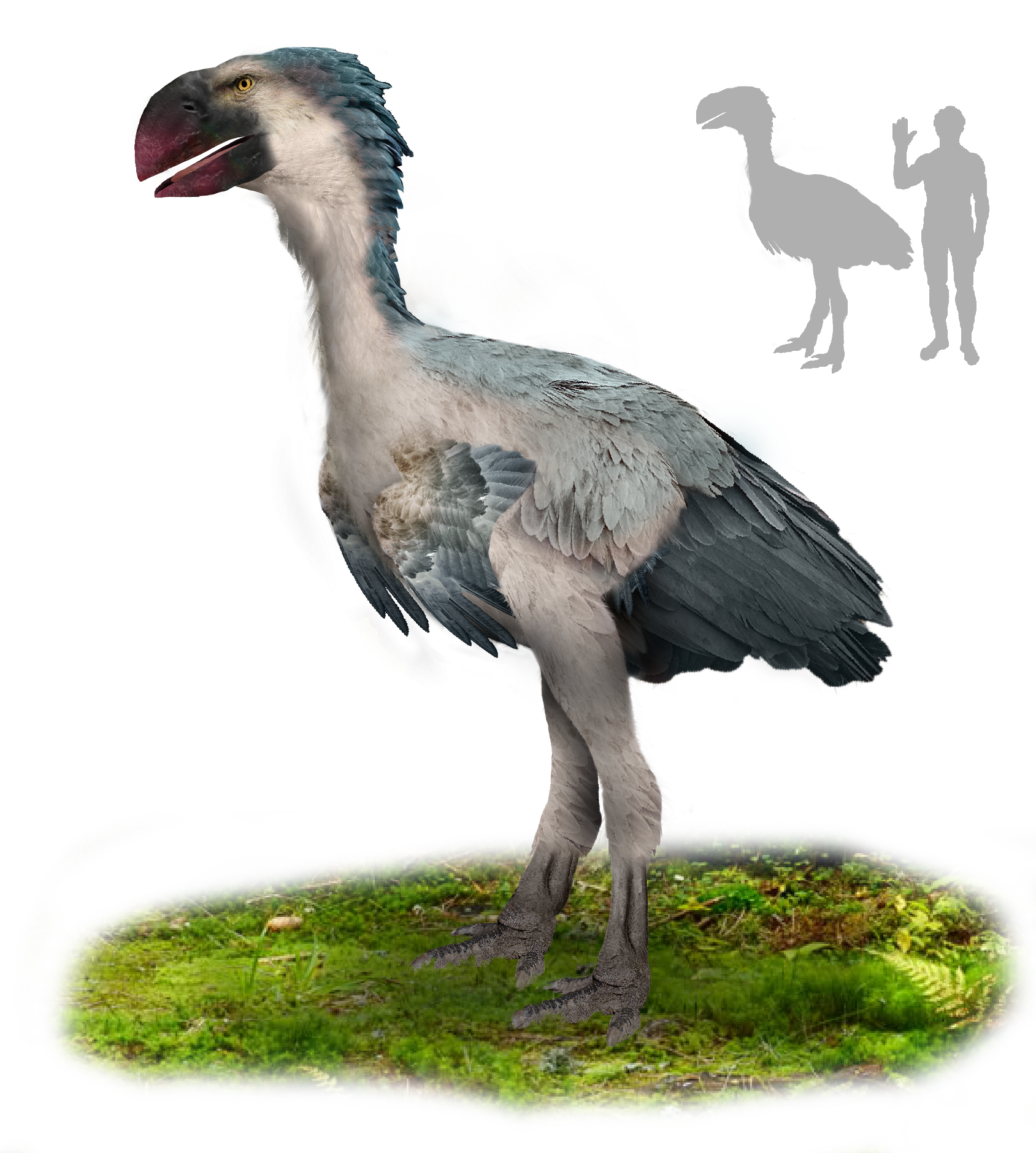
Künstlerische Darstellung eines Laufvogels der Gattung Gastornis aus dem Mittleren Paläozän

Das früheste Paläozän war nach dem Einschlag des Chicxulub-Asteroiden und dem damit verbundenen Massenaussterben von rasch wechselnden und sich nur allmählich stabilisierenden Klimazuständen geprägt, wobei die Regeneration der terrestrischen Biotope offenbar rascher verlief als die Erneuerung der Ozeane einschließlich der Tiefseebereiche, die wahrscheinlich mehr als eine Million Jahre beanspruchte. Neben den Vögeln profitierten vor allem die Säugetiere von den freigewordenen ökologischen Nischen. Sie verzeichneten im Zeitraum von 0,4 bis 1,0 Millionen Jahre nach der Umweltkrise an der Kreide-Paläogen-Grenze sowohl eine erste Zunahme der Biodiversität und damit die Bildung neuer Arten als auch im weiteren Verlauf des Paläozäns ein stetiges Größenwachstum vieler Gattungen unter den Bedingungen eines relativ stabilen Warmklimas.
Für das frühe und mittlere Paläozän wird auf der Basis von Multiproxy-Auswertungen ein Temperaturwert angenommen, der mit einer CO2-Konzentration um 600 ppm ungefähr jenem der späten Kreide (Maastrichtium) entspricht. Nach einer kurzzeitigen Abkühlungsperiode (≈ 59 mya) wurde das Klima wieder wärmer und mündete am Paläozän-Eozän-Übergang (55,8 mya) innerhalb weniger Jahrtausende in die extremste Hitzephase des Känozoikums, mit einem weltweiten Temperaturanstieg von 6 bis 8 °C, wobei neuere Analysen einen globalen Temperaturwert im Bereich von 27,2 bis 34,5 °C berechneten. Das Paläozän/Eozän-Temperaturmaximum (PETM) wurde durch den kurzfristigen Eintrag von mehreren tausend Gigatonnen Kohlenstoffdioxid beziehungsweise Methan in die Atmosphäre ausgelöst. Als Quelle dieser Emissionen kommen vulkanische Ausgasungen, instabil gewordene Methanhydrat-Lagerstätten auf den Kontinentalsockeln oder tauende Permafrostböden in Frage. Zwei Millionen Jahre später ereignete sich mit dem Eocene Thermal Maximum 2 (ETM-2, 53,6 mya) eine weitere starke Klimaerwärmung. Auch wenn der klimatische Ausnahmezustand der beiden Wärmeanomalien in erdgeschichtlichem Maßstab mit 170.000 bis 200.000 Jahren nur von kurzer Dauer war, hatte er nachhaltigen Einfluss auf Biodiversität und Paläoökologie des gesamten Planeten.

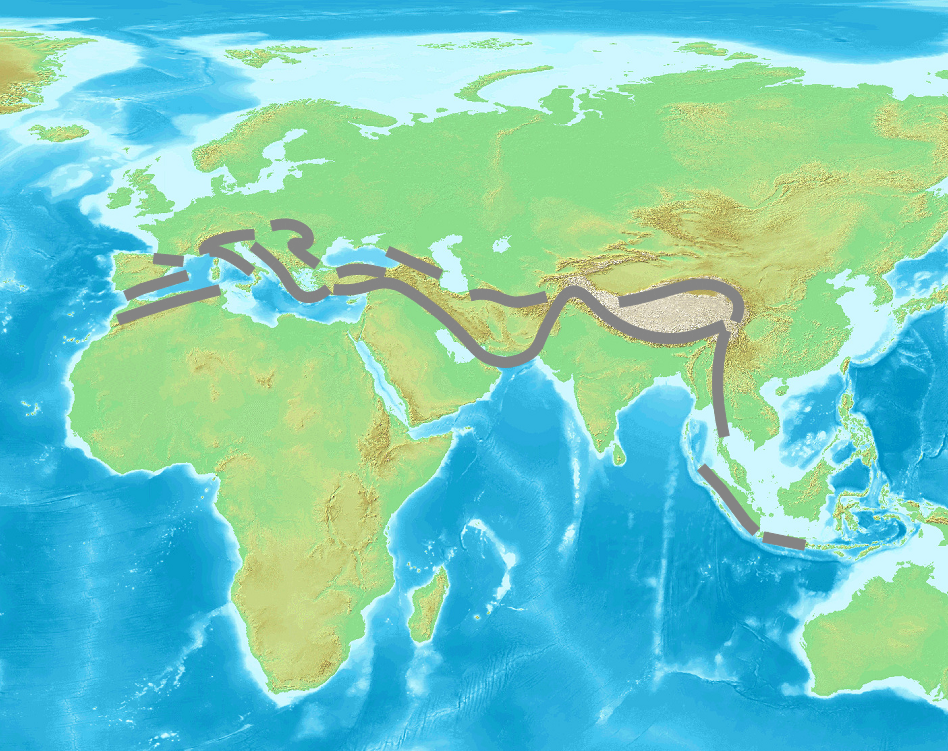
Verteilung der geologisch jungen Faltengebirge (die sogenannten alpidischen Ketten) in Europa und Asien

Das Ypresium, die unterste chronostratigraphische Stufe des Eozäns, verläuft zeitlich fast parallel zu dem sogenannten Eozänen Klimaoptimum, eine von subtropischen bis tropischen Klimata geprägte Epoche, die vor 49 bis 48 Millionen Jahren endete, ohne dass die Temperaturspitzen der darin eingebetteten Wärmeanomalien nochmals erreicht wurden. Ungefähr zur selben Zeit begann die Hauptphase der anfangs mit heftigem Flutbasalt-Vulkanismus einhergehende Kollision der Indischen Kontinentalplatte mit der Eurasischen Platte. Im Zuge der Auffaltung des Himalaya und anderer Gebirgsketten (Alpidische Orogenese) wurden Erosions- und Verwitterungsprozesse und die damit verbundene CO2-Reduktion zu einem Klimafaktor, der den einsetzenden Abkühlungsprozess (auch forciert durch das Azolla-Ereignis im Arktischen Ozean) weiter verstärkte. Der langsame Übergang von warm- in kaltzeitliche Klimata (in der Fachliteratur häufig als „transition from greenhouse to icehouse climate“ bezeichnet) wurde vom Klimaoptimum des Mittleren Eozäns (40 mya) für etwa 400.000 Jahre unterbrochen, wobei die möglichen Auslöser und die Ursachen für den speziellen Temperaturverlauf dieser Erwärmungsphase noch weitgehend ungeklärt sind.

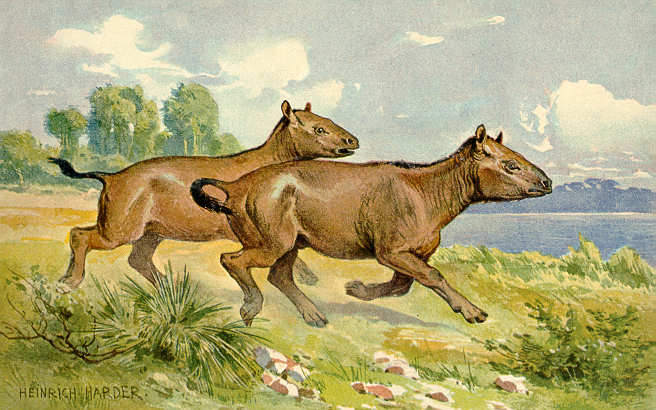
Frühe Pferdeverwandte aus der Familie der ausgestorbenen Palaeotheriidae. Darstellung von Heinrich Harder (ca. 1920)

Ein scharfer klimatischer Einschnitt ereignete sich an der Eozän-Oligozän-Grenze vor 33,9 Millionen Jahren. Ein wesentlicher Faktor dieser Veränderung war die Entstehung der heute etwa 480 Seemeilen breiten Drakestraße, die den Atlantik mit dem Pazifischen Ozean verbindet. Bis in das spätere Eozän existierte zwischen  Antarktika und Südamerika eine Landbrücke, ehe sich die Drakestraße unter fortschreitender Vertiefung allmählich zu öffnen begann. Dadurch entstand im Südpolarmeer der Antarktische Zirkumpolarstrom, der Antarktika in der Folge von der Zufuhr wärmeren Meerwassers abschnitt und den Kontinent thermisch isolierte. Fast parallel dazu kam es im Verlauf des Grande Coupure („Großer Einschnitt“) zu einem großen Artensterben, das mit einer markanten Abkühlung terrestrischer und mariner Bereiche einherging und von dem 60 Prozent der europäischen Säugetiergattungen betroffen waren. Die Temperatur der Ozeane nahm bis in tiefere Regionen um 4 bis 5 °C ab, und der Meeresspiegel sank innerhalb relativ kurzer Zeit um etwa 30 Meter. Auffällig in dem Zusammenhang ist der steile Abfall der CO2-Konzentration in der Erdatmosphäre. Lag diese gegen Ende des Eozäns noch bei 700 bis 1.000 ppm, verringerte sie sich zu Beginn des Oligozäns abrupt um etwa 40 Prozent. Die bei einem CO2-Schwellenwert um 600 ppm einsetzende Vereisung des südpolaren Festlands, anfangs gesteuert von den zyklischen Veränderungen der Erdbahnparameter, markiert den Beginn des Känozoischen Eiszeitalters. In dieser Zeit begann auch die allmähliche Ausbreitung der an aride Bedingungen angepassten C4-Pflanzen (vor allem Gräser), die für die Photosynthese erheblich weniger Kohlenstoffdioxid benötigen als C3-Pflanzen.
Im weiteren Verlauf des Oligozäns und vor allem während des Miozäns waren die CO2-Konzentration und das globale Klima relativ starken Schwankungen unterworfen. Auf dem Höhepunkt des Miozänen Klimaoptimums (17 bis 15 mya) stieg der atmosphärische Kohlenstoffdioxid-Anteil von 350 ppm am Beginn des Miozäns für längere Zeit auf 500 bis 600 ppm. Im Zuge der weltweiten Erwärmung, an der wahrscheinlich die massiven CO2-Ausgasungen des Columbia-Plateaubasalts maßgeblich beteiligt waren, wurden die Wald-Habitate zurückgedrängt, und an ihre Stelle traten vermehrt Steppen- und Graslandschaften. Gleichzeitig verloren die damaligen Antarktisgletscher einen Teil ihrer Masse, ohne jedoch ganz abzuschmelzen. Simulationen unter Einbeziehung des damaligen CO2-Levels deuten darauf hin, dass die Kernbereiche des Ostantarktischen Eisschilds von der Temperaturzunahme im Mittleren Miozän kaum betroffen waren. Unter dem Einfluss starker Erosions- und Verwitterungsprozesse sank die CO2-Konzentration gegen Ende des Optimums vor 14,8 Millionen Jahren wieder auf etwa 400 ppm, gekoppelt mit einer erneuten Zunahme des antarktischen Inlandsvereisung. Im jüngeren Miozän (10,2 bis 9,8 mya und 9,0 bis 8,5 mya) traten in großen Teilen Europas zwei „Waschküchen-Phasen“ auf, in denen das Klima deutlich subtropischer und feuchter wurde (mit jährlichen Niederschlagsmengen von teilweise über 1.500 mm).

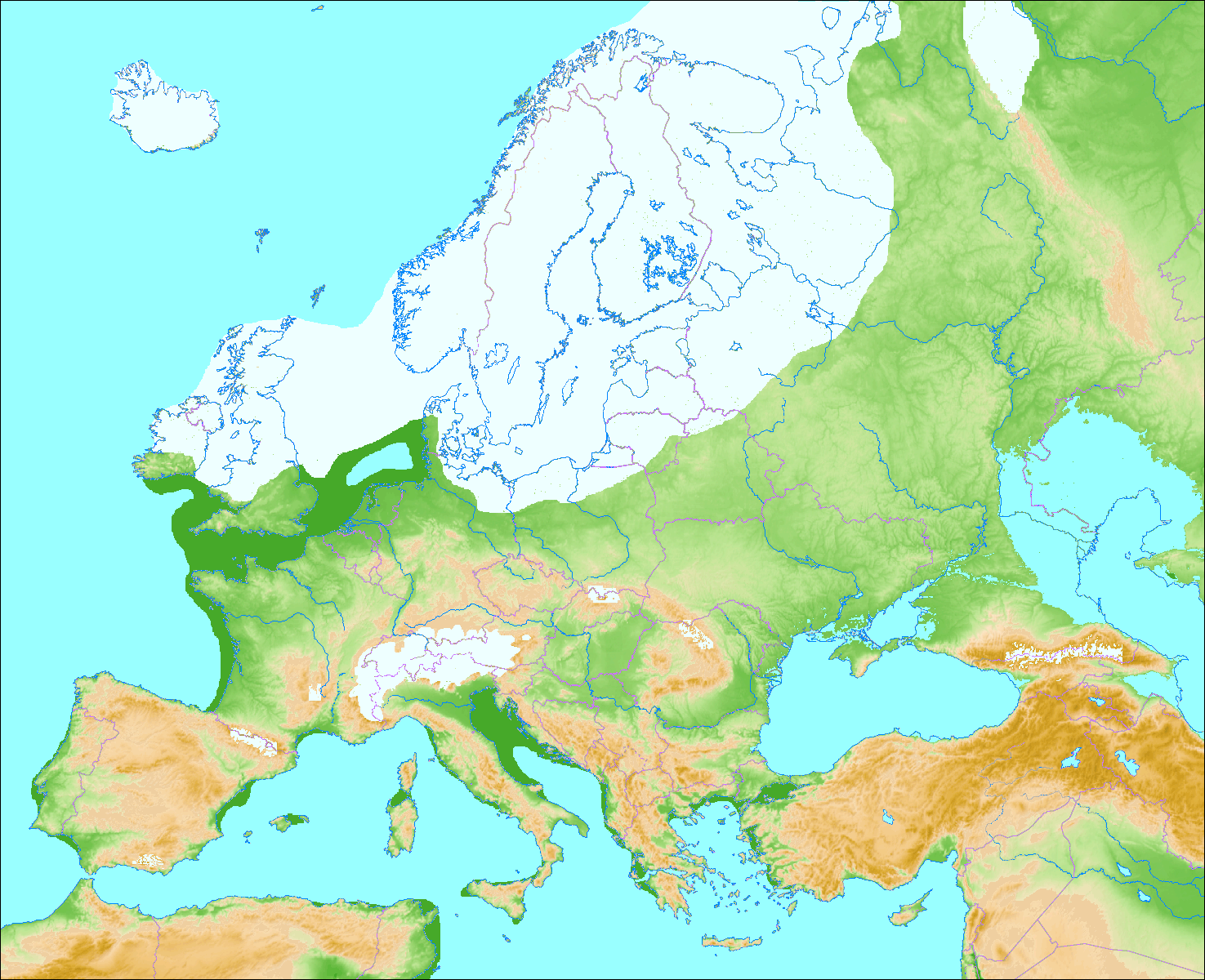
Fennoskandischer Eisschild und alpine Vergletscherung während der Weichsel- bzw. Würm-Kaltzeit

Die Quartären Kaltzeitperioden als Unterabschnitt des Känozoischen Eiszeitalters begannen vor rund 2,7 Millionen Jahren mit weiträumigen Vergletscherungen auf der nördlichen Hemisphäre und wurden häufig mit der Schließung der Landenge von Panama in Zusammenhang gebracht. Inzwischen herrscht jedoch in der Wissenschaft die Auffassung, dass die zunehmende arktische Vergletscherung mit einem deutlichen Rückgang der globalen CO2-Konzentration in Verbindung steht, wodurch vor allem die Sommermonate kühler ausfielen. Einige Studien konstatieren eine erste Abkühlungsphase im späten Pliozän (3,2 mya) und eine zweite nach Beginn des Pleistozäns (2,4 mya), in deren Verlauf der CO2-Gehalt von ursprünglich 375 bis 425 ppm auf 275 bis 300 ppm sank, mit einer weiteren Abnahme während der folgenden Kaltzeitzyklen. Zum wahrscheinlich ersten Mal während des 541 Millionen Jahre umfassenden Phanerozoikums waren damit beide Pole großflächig von Eis bedeckt. Im Verlauf der Quartären Kaltzeit wechselten relativ warme mit sehr kalten Abschnitten. Die Kältephasen (Glaziale) zeichneten sich durch massive Gletschervorstöße aus. Sie waren mit 41.000 beziehungsweise 100.000 Jahren deutlich länger als die Warmzeiten (Interglaziale), die durchschnittlich rund 15.000 Jahre andauerten.
Das Interglazial des Holozäns als jüngster Abschnitt des Känozoikums begann nach dem Ende der bisher letzten Kaltzeit vor 11.700 Jahren. Dieser Zeitraum umfasst alle bekannten Hochkulturen sowie die gesamte historisch belegte Menschheitsgeschichte einschließlich der modernen Zivilisation. Während des Holozäns herrschte ein durchgehend stabiles Globalklima mit einem Temperaturkorridor von ungefähr ± 0,6 °C. Das Ausbleiben von geophysikalischen, biologischen und klimatischen Krisen wird als Garant dafür betrachtet, dass abgesehen von regional begrenzten Einschnitten eine relativ gleichmäßige kulturelle und technologische Entwicklung der menschlichen Gesellschaften stattfinden konnte.
Seit Beginn der Industrialisierung im 19. Jahrhundert erhöhen die Menschen den Anteil an Treibhausgasen in der Atmosphäre in signifikantem Umfang. Besonders die Verbrennung fossiler Energieträger trug dazu bei, dass die Kohlenstoffdioxid-Konzentration von 280 ppm auf 410 ppm stieg (Stand 2019). Hinzu kommen beträchtliche Methan-Emissionen sowie weitere Treibhausgase wie Distickstoffmonoxid (Lachgas) oder Carbonylsulfid. Wenn es nicht gelingt, die anthropogenen Emissionen in hohem Umfang zu reduzieren, könnte in absehbarer Zeit der Klimazustand des Pliozäns und im Extremfall der des Eozäns wieder erreicht werden (vgl. obenstehendes Diagramm), mit deutlich höherer Globaltemperatur, Anstieg des Meeresspiegels, Zunahme von Wetterextremen sowie einer Verschiebung der Klimazonen.